# Министър-председател на Португалия
Министър-председателят на Португалия (на португалски: Primeiro ministro de Portugal) е ръководител на правителството на Португалия. Като ръководител на правителството, министър-председателят координира действията на министрите, представлява правителството на Португалия пред другите държавни органи, отговаря пред парламента и информира президента. Министър-председателят може да изпълнява ролята на ръководител на правителството с ресора на едно или повече министерства. Тъй като Португалия е полупрезидентска парламентарна република, министър-председателят е водещата политическа фигура на страната.
Няма ограничение за броя на мандатите, които едно лице може да бъде министър-председател. Министър-председателят се назначава от президента след законодателни избори, след изслушване на парламентарно представените партии. Обикновено посоченото лице е лидер на най-голямата партия на предишните избори, но през годините е имало и изключения.

## История
От Средновековието някои офицери на португалската корона придобиват предимство пред останалите, служейки като един вид министър-председатели. С течение на времето ролята на главен служител на Короната пада върху канцлер-мор (канцлер), мордомо-мор (кмет на двореца) и escrivão da puridade (личен секретар на краля).
Първият съвременен министър-председател на Португалия е Педро де Соуса Холщайн, 1-ви херцог на Палмела, който полага клетва на 24 септември 1834 г. като Presidente do Conselho de Ministros (председател на Съвета на министрите). През 1911 г. официалната титла на министър-председателя става Presidente do Ministério (президент на министерството). През 1933 г. отново става Presidente do Conselho de Ministros.
Настоящата титла Primeiro-Ministro (министър-председател), приписвана на ръководителя на правителството на Португалия, е официално установена с конституцията от 1976 г. след революцията от 25 април 1974 г.

## Министър-председатели
Настоящият министър-председател на Португалия е Луис Монтенегро, който встъпва в длъжност на 2 април 2024 г. като 14-и министър-председател на Третата португалска република. Официалната резиденция на министър-председателя е имение до двореца Сао Бенто.
Министър-председатели на Третата португалска република
- Мариу Суариш (два мандата)
- Алфредо Нобре да Коста
- Карлос Мота Пинто
- Мария де Лурдеш Пинтасилго
- Франсиску Са Карнейро
- Диогу Фрейтас до Амарал
- Франсиску Пинто Балсемао (два мандата)
- Мариу Суариш (трети мандат)
- Анибал Кавако Силва (три мандата)
- Антониу Гутериш (два мандата)
- Жозе Мануел Барозо
- Педру Сантана Лопиш
- Жозе Сократиш (два мандата)
- Педру Пасуш Коелю (два мандата)
- Антониу Коща (два мандата)
- Луиш Монтинегру

### Списък
| Име                        | Период на управление              | Партия                         |
| -------------------------- | --------------------------------- | ------------------------------ |
| Мариу Суариш               | 23 юли 1976 – 28 август 1978      | Социалистическа партия         |
| Алфредо Нобре да Коста     | 28 август 1978 – 22 ноември 1978  | независим                      |
| Карлос Мота Пинто          | 22 ноември 1978 – 1 август 1979   | независим                      |
| Мария де Лурдеш Пинтасилго | 1 август 1979 – 3 януари 1980     | независима                     |
| Франсиску Са Карнейро      | 3 януари 1980 – 4 декември 1980   | Социалдемократическа партия    |
| Диогу Фрейтас до Амарал    | 4 декември 1980 – 9 януари 1981   | Демократичен и социален център |
| Франсиску Пинто Балсемао   | 9 януари 1981 – 9 юни 1983        | Социалдемократическа партия    |
| Мариу Суариш               | 9 юни 1983 – 6 ноември 1985       | Социалистическа партия         |
| Анибал Кавако Силва        | 6 ноември 1985 – 28 октомври 1995 | Социалдемократическа партия    |
| Антонио Гутериш            | 28 октомври 1995 – 6 април 2002   | Социалистическа партия         |
| Жозе Мануел Барозо         | 6 април 2002 – 17 юли 2004        | Социалдемократическа партия    |
| Педру Сантана Лопиш        | 17 юли 2004 – 12 март 2005        | Социалдемократическа партия    |
| Жозе Сократиш              | 12 март 2005 – 21 юни 2011        | Социалистическа партия         |
| Педру Пасуш Коелю          | 21 юни 2011 – 26 ноември 2015     | Социалдемократическа партия    |
| Антониу Коща               | 26 ноември 2015 – 2 април 2024    | Социалистическа партия         |
| Луиш Монтинегру            | 2 април 2024 – понастоящем        | Социалдемократическа партия    |

## Резиденция
Точно зад главната сграда на Събранието на Републиката има имение, което служи като резиденция и офис на министър-председателя на Португалия. Имението, датирано от 1877 г., е построено в градината на стария манастир, в който се е помещавал португалският парламент. Това е официалната резиденция на министър-председателя от 1938 г. Въпреки че е официалната резиденция на министър-председателя, не всички титуляри са живели в имението по време на мандата си.